# Selma Björnsdóttir

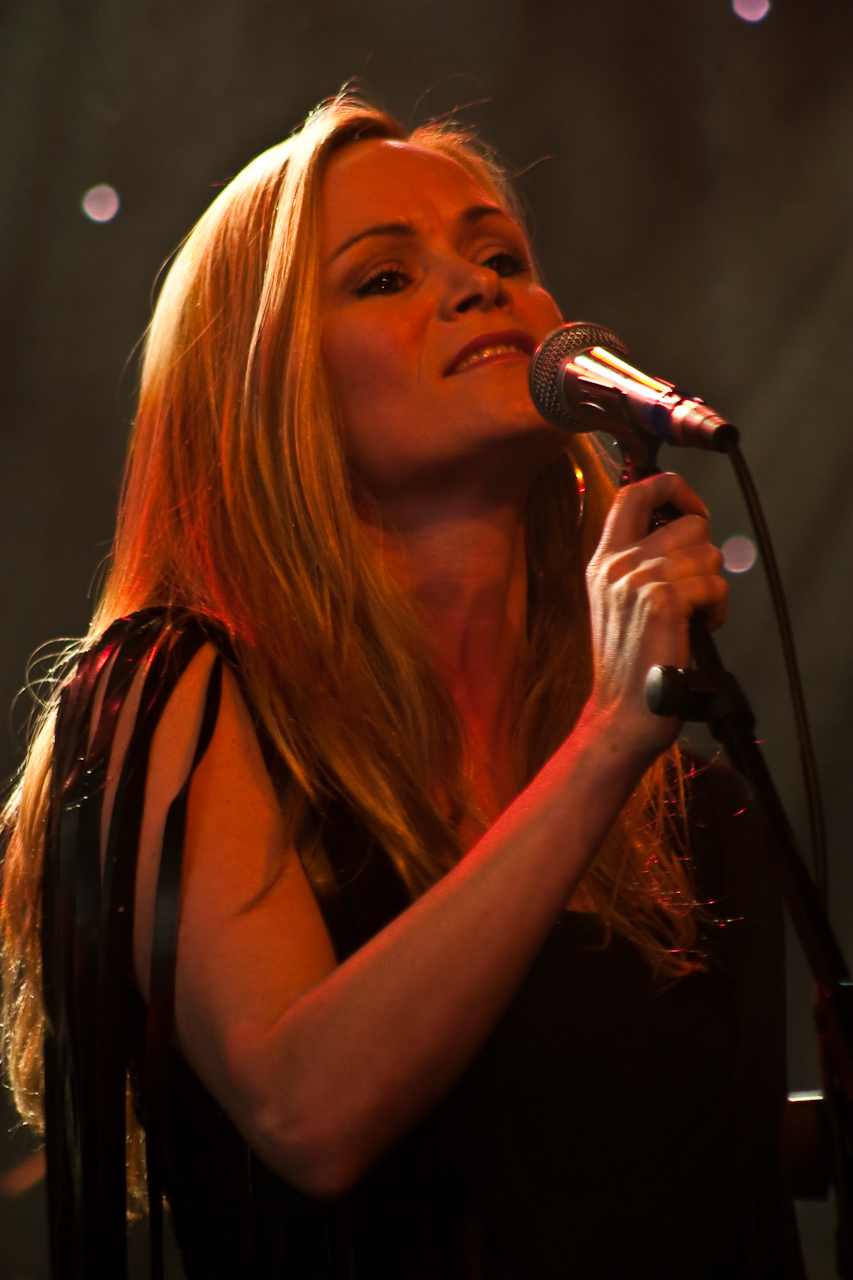
Selma Björnsdóttir (2010)

Selma Björnsdóttir (* 13. Juni 1974 in Reykjavík, Island) ist eine isländische Sängerin. International wurde sie durch zwei Auftritte beim Eurovision Song Contest in den Jahren 1999 und 2005 bekannt.

## Biographie
Selma wuchs in Garðabær auf, einer Gemeinde in der Nähe von Reykjavík. Schon in ihrer Kindheit sang und tanzte sie und trat mit zehn Jahren in der Oper Noah’s Arc (Arche Noah) auf. Nach der Schule spielte sie in einem Theater.
1999 gewann sie den isländischen Vorentscheid zum Grand Prix und holte dort den zweiten Platz. Sechs Jahre später gewann sie abermals den Vorentscheid, konnte sich im Halbfinale aber nicht für das Finale qualifizieren.

## Auftritte beim Eurovision Song Contest
Als Selma 1999 mit All Out Of Luck auftrat, wurde ihr vorgeworfen, das Lied orientiere sich zu sehr am schwedischen Beitrag aus dem Jahr 1991. Die Europäische Rundfunkunion (kurz EBU) ließ Selma aber auftreten. Sie erreichte den zweiten Platz und somit den besten, den Island bis zu diesem Zeitpunkt je errungen hat.
2005 wurde sie vom Sender direkt nominiert. Sie galt im Vorfeld mit ihrem Lied If I had your Love als eine der Favoriten im Wettbewerb. Im Halbfinale scheiterte sie jedoch.
2006 begleitete sie Silvia Night nach Athen und verteidigte den (kritisierten) Auftritt der Kunstfigur.